# Love Lies Bleeding - Soldi sporchi
Love Lies Bleeding - Soldi sporchi è un film del 2008 diretto da Keith Samples.

## Trama
Una giovane coppia cade in un losco giro di denaro sporco, dopo una sparatoria avvenuta nel loro appartamento. Con la speranza di una vita migliore, fuggono con i soldi, provocando la furia di un agente corrotto, che non si fermerà davanti a nulla pur di ottenere il suo denaro e di suscitare il sospetto di un detective determinato a scoprire che cosa sta realmente accadendo prima che sia troppo tardi.
- Uscita negli USA (DVD Premiere): 15 gennaio 2008
- Uscita in Bulgaria (DVD Premiere): 11 febbraio 2008
- Uscita in Ungheria (DVD Premiere): 19 febbraio 2008
- Uscita in Italia (DVD Premiere): 26 febbraio 2008